# Opowieści starego antykwariusza
Opowieści starego antykwariusza – zbiór opowiadań Montague Rhodes Jamesa, skompilowany w  wydaniu polskim z dwóch edycji brytyjskich: Short Gost Stories of an Antiquary (1904, 6 opowiadań) i More Ghost Stories (1911, 7 opowiadań). W Polsce zbiór ukazał się w 1976 roku, nakładem Wydawnictwa Literackiego w ramach serii „Stanisław Lem poleca”, w tłumaczeniu Janiny Mroczkowskiej z posłowiem Stanisława Lema i ilustracjami Barbary Ziembickiej.

## Zawartość
- Mezzotinta
- Rękopis kanonika Alberyka
- Stalle w katedrze w Barchester
- Traktat Middoth
- Magiczne runy
- Skarb opata Tomasza
- Hrabia Magnus
- Szkolne opowiadanie
- Ogród różany
- Przyjdę na twoje wezwanie, mój chłopcze!
- Numer 13
- Zagroda Martina
- Pan Humphreys i jego spadek